# Sint-Lambertuskerk (Middelaar)

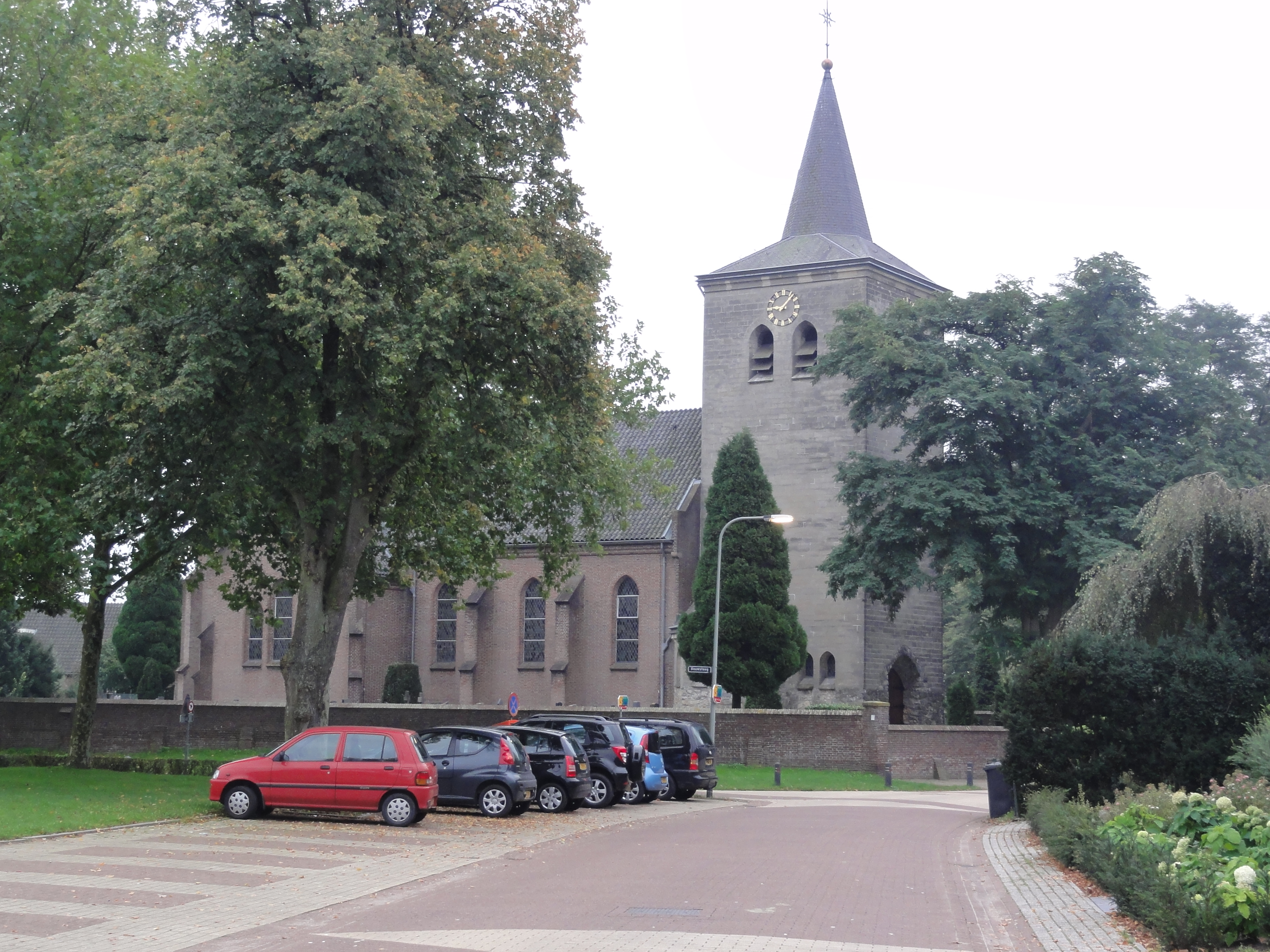
Sint-Lambertuskerk

De Sint-Lambertuskerk is de parochiekerk van Middelaar, gelegen aan Dorpsstraat 47.

## Geschiedenis
Reeds vóór het jaar 1000 was er een houten kerkje, gewijd aan de Heilige Brigida. Daarna ontstond een Romaans kerkje, gebouwd van tufsteen dat afkomstig was van eerdere Romeinse bouwwerken. Omstreeks 1250 werd een klein koor aangebouwd en later werd het gebouwtje vervangen door een bakstenen gotisch gebouw, waartegen omstreeks 1450 een toren werd gebouwd en ook kwam een bakstenen koor tot stand.
In 1596 werd de kerk verwoest en later gesloopt, slechts de toren bleef behouden, waartegen in 1620 weer een eenbeukig kerkje werd gebouwd, gewijd aan de Heilige Lambertus. De bombardementen in 1944 en 1945 verwoestten ook dit kerkje.
In 1946 was de kerk gesloopt. De gelovigen hadden hun toevlucht tot noodkerken moeten nemen, zoals een schuur en een barak. Een nieuwe kerk werd gebouwd, ontworpen door J. Coumans, die ook de kerk van Oostrum had ontworpen. In 1948 kwam de kerk gereed en de toren in 1950. Deze moest zoveel mogelijk op de oude toren lijken, maar baksteen was schaars en de toren werd in mergelsteen opgetrokken.

## Interieur
In 1951 kwam er een orgel, afkomstig van de Hervormde kerk van Wapenveld en gebouwd door Jan Proper te Kampen. Ook bezit de kerk een 17e-eeuws beeld van de Heilige Brigida, in gepolychromeerd hout. Uit dezelfde tijd stammen beelden van de Heilige Lambertus, de Heilige Sebastiaan en de Heilige Willibrordus, eveneens in gepolychromeerd hout. De gebrandschilderde ramen, uit 1950, zijn van Frans Timmermans. In de toren hangt een bronzen luidklok uit 1533.

## Trivia
In een vitrine bevinden zich een kop en schotel. Deze werden tijdens de evacuatie van Niedermörmter door een priester gebruikt als kelk en ciborie, waarbij een onderdeel van een dorsmolen als altaar werd gebruikt. De priester die daar toen kapelaan was, werd later pastoor in Milsbeek en bracht dit aardewerk mee.